# Вільяфлорес (Саламанка)
Вільяфлорес (ісп. Villaflores) — муніципалітет в Іспанії, у складі автономної спільноти Кастилія-і-Леон, у провінції Саламанка. Населення — 336 осіб (2010).
Муніципалітет розташований на відстані близько 150 км на північний захід від Мадрида, 38 км на схід від Саламанки.
На території муніципалітету розташовані такі населені пункти: (дані про населення за 2010 рік)
- Масорес-Нуево: 0 осіб
- Масорес-В'єхо: 0 осіб
- Моркера: 0 осіб
- Вільяфлорес: 336 осіб

## Демографія
Динаміка населення (INE ):

## Зовнішні посилання
- Провінційна рада Саламанки: індекс муніципалітетів [Архівовано 23 квітня 2009 у Wayback Machine.]
- Вебсторінка муніципалітету Вільяфлорес
- Посилання на Google Maps